# Matteo Bartolini
Matteo Bartolini, également connu sous le nom de Matteo da Castello, (Città di Castello, vers 1530 – Rome, après 1597), était un architecte italien.

## Biographie
En 1558, Matteo Bartolini était à Rome, chargé d'une restauration du toit de la chapelle Sixtine ;  en 1561, il reçut un paiement pour poser les fondations de la Porta Pia. Les travaux de reconstruction du mont Palatin ou Santa Maria, confiés par Grégoire XIII en 1573 (année où il fut également chargé du revêtement de sol de la Sala Regia au Vatican) et poursuivis jusqu'en 1575. Les travaux du pont Æmilius n'eurent pas un bon sort, puisque le pont, qui s'était effondré quelques décennies plus tôt, fut à nouveau ruiné en 1598 (et prit le nom de pont Brisé). En 1575, Filippo Neri le chargea de dessiner le plan de la Chiesa Nuova, plan conservé dans les Archives de la Congrégation de l'Oratoire puis modifié par le testament de Neri. La construction, qui comprenait  l'actuelle nef centrale avec les chapelles, se poursuivit, sous la direction jusqu'au 23 février 1577, lorsqu'il est remplacé par Martino Lunghi (en). À Rome il se voit confier par Sixte V (1585-1586) la gestion de l'Acqua Felice ;  le jour de l'inauguration, l'eau, dont la pression n'avait pas été suffisamment calculée, s'est répandue sans mesure, inondant les environs ; cela provoqua l'indignation du pontife qui lui ôta  la direction des travaux et la confia à Giovanni Fontana. Son projet de la grande fontaine sur la façade du palais sénatorial du Capitole fut approuvé en 1588, pou cela il obtint la haute compensation de trois cents écus.
Son dernier ouvrage connu est la construction du couvent annexe à l'église Santa Maria della Scala terminé en 1597.  La date du décès de Matteo Bartolini est inconnue.

## Œuvres
- Couvent de Église Santa Maria della Scala,
- Reconstruction du Pont Æmilius (1573-1575)[2].,
- Construction de l'aqueduc de l'Acqua Felice, projet repris par Giovanni Fontana[3].
- Fontaine Piazza del Campidoglio.